# Pagati per combattere
Pagati per combattere (Lightning Force) è una serie televisiva canadese in 22 episodi trasmessi per la prima volta nel corso di una sola stagione dal 1991 al 1992. Ai 22 episodi va aggiunto il pilot, intitolato Genesis, in due parti trasmesse entrambe il 4 ottobre 1991.
È una serie d'azione incentrata sulle vicende di una squadra militare d'elite, guidata dal tenente Alan "Trane" Coltrane, che combatte contro il terrorismo internazionale. Ogni membro della squadra ha abilità speciali.

## Personaggi e interpreti
- Tenente Colonnello Matthew Alan "Trane" Coltrane, interpretato da Wings Hauser.
- Tenente Winston Churchill "Church" Staples, interpretato da David Stratton.
- Marie Joan Jacquard, interpretato da Guylaine St-Onge.
- Richard Talbot, interpretato da Meat Loaf.
- Generale Seng, interpretato da George Takei.
- Colonnello Zaid "Zeke" Abdul-Rahmad, interpretato da Marc Gomes.
- Maggiore Generale Bill McHugh, interpretato da Matthew Walker.

## Produzione
La serie fu prodotta da Crescent Entertainment e girata a Vancouver in Canada. Le musiche furono composte da Schaun Tozer.

### Registi
Tra i registi sono accreditati:
- Richard J. Lewis
- Michael Keusch

### Sceneggiatori
Tra gli sceneggiatori sono accreditati:
- Jeffrey Cohen
- Alison Lea Bingeman
- Paul Diamond
- Jim Fisher
- Jim Makichuk
- Aubrey Solomon
- Jim Staahl

## Distribuzione
La serie fu trasmessa in Canada dal 4 ottobre 1991 (pilot) e dal 6 ottobre 1991 (1º episodio) al 31 maggio 1992 in syndication. In Italia è stata trasmessa con il titolo Pagati per combattere.

## Episodi
| Stagione       | Episodi | Prima TV Canada |
| -------------- | ------- | --------------- |
| Prima stagione | 22      | 1991-1992       |